# Alizé Cornet
Alizé Cornet (Niza, 22 de enero de 1990) es una extenista profesional francesa.Fue finalista del Masters de Roma en el año 2008 y su mejor clasificación en la modalidad individual fue como N.º 11 del Ranking WTA.

## Carrera
Comenzó a jugar al tenis a la edad de 4 años en el Tennis Club des Arènes de Cimiez, en Niza, con su profesor y su hermano. Ha ganado el título de campeona de Francia de 13-14 años en 2004. También le gusta el baloncesto y tocar el piano.
Ha aparecido en un episodio de la serie francesa L'Instit en 2001, donde interpretó a una futura campeona de tenis.

### 2005
- Segunda ronda en Roland Garros

En su primer torneo del año, Cornet ofreció una actuación muy eficaz al vencer a la italiana Maria Elena Camerin (60) en dos sets en Cagnes-sur-Mer. Gracias a esta victoria se empezó a hablar en serio de ella. Los organizadores de Roland Garros decidieron darle una invitación para participar sin calificación. Fue la jugadora más joven del torneo de 2005. En primera ronda ganó a Alina Jidkova en dos sets, pero no pudo hacer nada en la segunda, al enfrentarse a su ídolo y modelo a imitar Amélie Mauresmo (3).
Pero luego su confirmación como nueva estrella es más dura, y en el resto del año solo alcanza cuartos de final en un torneo ITF. De todas formas, termina su segunda temporada en el circuito por debajo del top 300.

### 2006
- Ganadora del torneo júnior de Banana Bowl
- Segunda ronda en Roland Garros
- Ganadora del torneo ITF de Bari (25 000$)
- Ganadora del torneo ITF de Padua (20 000$)

Cornet no evoluciona de golpe este año, sino que se dedica a ser constante y ascender en la clasificación poco a poco. Le concedieron una invitación para el Open de Australia, donde perdió en primera ronda contra Aiko Nakamura en tres sets. Pero enseguida encontró el camino del éxito, al conseguir su primer título ITF en Bari, ganando para ello a dos top 100, Jarmila Gajdošová (97) y en la final a Tathiana Garbin (77). Después de varios resultados esperanzadores, recibe un "wild card" para Roland Garros, donde se reproduce la misma situación que el año anterior: Vence a Virginia Ruano Pascual (77) en primera ronda en tres largos sets, pero llega cansada a enfrentarse de nuevo a Tathiana Garbin (72), que la vence en dos sets. La decepción duró poco, ya que Alizé Cornet ganó un nuevo título ITF, el de Padua, sin ceder ni un solo set. Aún jugó una última final más este año, pero perdió esta vez contra la húngara Kyra Nagy. Un par de derrotas más en primera ronda no impiden que termine el año en el top 200.

### 2007
- Semifinalista del torneo júnior del Open de Australia
- Cuartofinalista del torneo de Acapulco (Tier III)
- Cuartofinalista del torneo de Fes (Tier IV)
- Vencedora de Roland Garros júnior
- Vencedora del torneo ITF de Dnepropetrovsk (50 000$)
- Finalista del torneo ITF de Burdeos (100 000$)

Alizé comienza muy bien la nueva temporada, donde su objetivo es terminar entre las 100 primeras del mundo. De hecho se las arregla muy bien para clasificarse para el cuadro del abierto de Australia, eliminando incluso a la ucraniana Katherina Bondarenko (99), pero en primera ronda cae ante Daniela Hantuchová (18) por 6-4 y 6-1. Alizé adquirió como resultado una experiencia beneficiosa para el resto de su carrera, que por ejemplo utiliza para, en las semifinales del torneo júnior, no doblegarse ante la cabeza de serie número 1, Anastasiya Pavliuchenkova, y vencerla por 7-6 (6) y 6-1.
Su viaje austral le sirvió para conseguir una invitación para el abierto de Gaz (Tier II), pero en primera ronda le toca enfrentarse a una adversaria formidable, Tatiana Golovin (19). A pesar de estar aquejada de bronquitis, Alizé muestra en Francia su nuevo tenis más agresivo que en años anteriores.
A continuación vuela a América del Sur, donde participará en el primer torneo de tierra batida de esta temporada. En Bogotá (Tier III) cae en segunda ronda frente a Roberta Vinci (64). Pero en Acapulco (Tier III) muestra su notable mejoría venciendo a su primer oponente del top 50 en la persona de Séverine Bremond (35), accediendo por primera vez a los cuartos de final de un torneo de la WTA. Allí cayó con la que a la postre fue subcampeona, Flavia Penneta (42), después de un partido muy apretado, por 7-5 y 6-4.
Para preparar Roland Garros, Alizé hizo una extensa gira por el circuito ITF sin llegar a despuntar. Sí lo hace, sin embargo, en el último torneo antes de París, Marruecos (Tier IV), donde pasa dos rondas antes de perder con la que después fue segunda Aleksandra Wokniaz (114), tras haber tenido tres bolas de partido a su favor en el tercer set. Alizé no pasa la primera ronda en Roland Garros, pero probablemente sea su actuación más convincente en este torneo, plantándole cara a la que fuera N.º 1 mundial, Venus Williams (27) durante hora y media, mostrando la magnitud de sus progresos y sus tácticas más agresivas. Por otro lado, ganó el torneo júnior, donde era cabeza de serie número 2. En 5 partidos solo cedió un set (en semifinales), y solo 9 juegos en las primeras 4 rondas. En la final gana a la colombiana Mariana Duque-Marino por 4-6, 6-1 y 6-0 en 1 hora y 17 minutos.
En Wimbledon, perdió en la última ronda de clasificación, aunque obtuvo igual el pase como "lucky loser" por el abandono de la china Li Na. Después de esa primera buena incursión en la hierba, Alizé regresa a su superficie preferida, la tierra batida. Después de llegar a cuartos en Biella, en Dnepropetrovsk gana su primer título de la temporada en el circuito ITF.
A continuación, regresó a América para participar en el Abierto de Estados Unidos. Para su primera participación, gana en las calificaciones, y en primera ronda elimina a la cabeza de serie número 29 Samantha Stosur (35) en 2 sets, y luego accede a tercera ronda tras derrotar fácilmente (2 sets a 0 en 1h 10m) a su ex-rival de los torneos júnior Caroline Wozniacki (86). Pero en esta ronda se enfrenta a la número 3 del mundo, Jelena Janković. Alizé no se deja tumbar fácilmente y gana el primer set 4-6, pero pierde los dos siguientes por 6-2 y 6-3.
Participa a continuación en el torneo de Burdeos, donde pierde la final contra Tsvetlana Pironkova (97). Termina el año en el puesto 55.

### 2008
- Finalista del torneo de Acapulco (Tier III)
- Semifinalista del torneo de Amelia Island (Tier II)
- Semifinalista del torneo de Charleston (Tier I)
- Finalista del torneo de Roma (Tier I)

Alizé Cornet alcanzó la segunda ronda del Open de Australia, cayendo una vez más frente a Daniela Hantuchová (9), futura semifinalista del evento. A falta de jugadoras para el partido de Copa Federación (ausencias de Marion Bartoli, Amelie Mauresmo y Tatiana Golovin), el capitán de la selección, Georges Goven, le da su primera oportunidad en China. No jugó muy bien contra Na Li (6-3 y 6-1) y la sustituye por Natalie Dechy en el segundo partido. Alizé pasa a segunda ronda del torneo de Gaz (Tier II), donde es derrotada por Virginie Razzano (26), y alcanza así a colarse entre las 50 mejores jugadoras del mundo.
Como el año anterior, Alizé elige Bogotá para volver a su superficie favorita, la tierra batida. Cabeza de serie número 2, decepciona al caer en primera ronda. Pero en el torneo de Acapulco (Tier III) recupera las buenas sensaciones de la temporada anterior, cuando había llegado a sus primeros cuartos de final. El resultado es mejor este año, pues alcanza su primera final en el circuito WTA, aunque el nerviosismo y Flavia Penneta (30), cinco veces finalista en este torneo, impiden que gane el título.
Después de un fallido regreso a la pista dura en Miami, Alizé vuelve con éxito a la tierra batida, donde alcanza dos semifinales consecutivas. La primera en Amelia Island (Tier II) donde pierde con Dominika Cibulková (34) 6-2, 2-6 y 6-4. La segunda es en Charleston (Tier I), donde cayó con Serena Williams (9) 7-5 y 6-3. Después de caer en primera ronda en Berlín frente a Francesca Schiavone (20), completó un fantástico torneo en Roma (Tier I), llegando a la final después de vencer a la propia Schiavone en dos sets y a tres Top 10: Svetlana Kuznetsova (5) por 6-2 y 6-4, Serena Williams (6) por incomparecencia y Anna Chakvetadze (6) por 3-6, 6-4 y 6-3. En la final pierde contra la campeona del año anterior, Jelena Jankovic (4) por 6-2 y 6-2, derramando lágrimas de impotencia al no salirle los golpes que había demostrado los días anteriores que sabía dar. Tras esta magnífica actuación, alcanza por primera vez en su vida el top 20 mundial.
En el abierto de Francia, el torneo de Roland Garros, donde ha sido cabeza de serie por primera vez en un Grand Slam (la número 19) consiguió el mejor resultado hasta entonces, alcanzar la tercera ronda. Este año no tuvo que jugar las rondas calificatorias, y debutó, tras varios retrasos por la lluvia, contra la ucraniana Julia Vakulenko (76) en primera ronda, a la que derrotó, con más dificultades de las esperadas, por 7-5 y 6-4. En segunda ronda eliminó a la argentina Gisela Dulko (40) en un partido que fue interrumpido por falta de luz cuando iban 6-0, 4-6 y 3-3. En la reanudación al día siguiente Cornet ganó 3 juegos, por uno solo de Dulko. Ya en tercera ronda, se enfrentó a la cabeza de serie número 14, la polaca Agnieszka Radwańska (15) y, a pesar de ir ganando el primer set por 1-4, acabó cediendo en dos sets, 6-4 ambos. Este año, jugó también los torneos de dobles y mixto, cayendo en 2.ª ronda en los dos.

### 2022
En el 2022, derrota a la campeona defensora del Abierto de Estados Unidos 2021, la británica Emma Raducanu por un doble 6-3 en 55 minutos de partido.

## Mejores actuaciones
Partidos ganados jugadoras Top 10 
| #    | Player               | Rank   | Event                             | Surface  | Rd | Score              | ACR    |
| ---- | -------------------- | ------ | --------------------------------- | -------- | -- | ------------------ | ------ |
| 2008 |                      |        |                                   |          |    |                    |        |
| 1.   | Svetlana Kuznetsova  | N.º 5  | Italian Open                      | Clay     | 3R | 6–2, 6–4           | N.º 34 |
| 2.   | Anna Chakvetadze     | N.º 8  | Italian Open                      | Clay     | SF | 3–6, 6–4, 6–3      | N.º 34 |
| 2014 |                      |        |                                   |          |    |                    |        |
| 3.   | Simona Halep         | N.º 9  | Dubai Championships, UAE          | Hard     | 1R | 6–1, 1–1 ret.      | N.º 26 |
| 4.   | Serena Williams      | N.º 1  | Dubai Championships, UAE          | Hard     | SF | 6–4, 6–4           | N.º 26 |
| 5.   | Agnieszka Radwańska  | N.º 3  | Katowice Open, Poland             | Hard (i) | SF | 0–6, 6–2, 6–4      | N.º 22 |
| 6.   | Serena Williams      | N.º 1  | Wimbledon, United Kingdom         | Grass    | 3R | 1–6, 6–3, 6–4      | N.º 24 |
| 7.   | Serena Williams      | N.º 1  | Wuhan Open, China                 | Hard     | 2R | 5–6 ret.           | N.º 21 |
| 2015 |                      |        |                                   |          |    |                    |        |
| 8.   | Simona Halep         | N.º 2  | Madrid Open, Spain                | Clay     | 1R | 7–6(8–6), 6–3      | N.º 27 |
| 9.   | Carla Suárez Navarro | N.º 10 | Canadian Open                     | Hard     | 1R | 6–3, 6–7(2–7), 6–4 | N.º 28 |
| 2016 |                      |        |                                   |          |    |                    |        |
| 10.  | Dominika Cibulková   | N.º 8  | China Open                        | Hard     | 2R | 6–2, 5–7, 6–2      | N.º 58 |
| 2017 |                      |        |                                   |          |    |                    |        |
| 11.  | Dominika Cibulková   | N.º 5  | Brisbane International, Australia | Hard     | QF | 6–3, 7–5           | N.º 41 |
| 12.  | Garbiñe Muguruza     | N.º 7  | Brisbane International, Australia | Hard     | SF | 4–1 ret.           | N.º 41 |
| 13.  | Agnieszka Radwańska  | N.º 10 | French Open                       | Clay     | 3R | 6–2, 6–1           | N.º 43 |
| 14.  | Svetlana Kuznetsova  | N.º 8  | Wuhan Open, China                 | Hard     | 2R | 6–3, 6–3           | N.º 42 |
| 2018 |                      |        |                                   |          |    |                    |        |
| 15.  | Caroline Garcia      | N.º 8  | Brisbane International, Australia | Hard     | 1R | 3–6, 6–3, ret.     | N.º 38 |
| 16.  | Caroline Garcia      | N.º 7  | Charleston Open, United States    | Clay     | 3R | 5–7, 6–1, 6–4      | N.º 37 |
| 17.  | Angelique Kerber     | N.º 4  | Canadian Open                     | Hard     | 2R | 6–4, 6–1           | N.º 34 |
| 2019 |                      |        |                                   |          |    |                    |        |
| 18.  | Aryna Sabalenka      | N.º 10 | Italian Open                      | Clay     | 1R | 6–1, 6–4           | N.º 53 |
| 19.  | Elina Svitolina      | N.º 8  | Eastbourne International, UK      | Grass    | 2R | 6–3, 7–6           | No.55  |
| 2020 |                      |        |                                   |          |    |                    |        |
| 20.  | Sofia Kenin          | N.º 4  | Cincinnati Open, United States    | Hard     | 2R | 6–1, 7–6(9–7)      | N.º 60 |
| 2021 |                      |        |                                   |          |    |                    |        |
| 21.  | Bianca Andreescu     | N.º 7  | Berlin Open, Germany              | Grass    | 2R | 7–6(7–2), 7–5      | N.º 63 |
| 22.  | Bianca Andreescu     | N.º 7  | Wimbledon, United Kingdom         | Grass    | 1R | 6–2, 6–1           | N.º 58 |
| 2022 |                      |        |                                   |          |    |                    |        |
| 23.  | Garbiñe Muguruza     | N.º 3  | Australian Open, Australia        | Hard     | 2R | 6–3, 6–3           | N.º 61 |

## Títulos WTA (9; 6+3)

### Individual (6)
| Leyenda                                        |
| Grand Slam (0)                                 |
| Juegos Olímpicos (0)                           |
| WTA Finals (0)                                 |
| WTA Elite Trophy (0)                           |
| Tier I, P. Mandatory & Premier 5, WTA 1000 (0) |
| Tier II, Premier, WTA 500 (0)                  |
| Tier III & IV, International, WTA 250 (6)      |

| N.º | Fecha               | Torneo      | Superficie    | Oponente en la final | Resultado        |
| --- | ------------------- | ----------- | ------------- | -------------------- | ---------------- |
| 1.  | 13 de julio de 2008 | Budapest    | Tierra batida | Andreja Klepač       | 7-6(5), 6-3      |
| 2.  | 17 de junio de 2012 | Bad Gastein | Tierra batida | Yanina Wickmayer     | 7-5, 7-6(1)      |
| 3.  | 25 de mayo de 2013  | Estrasburgo | Tierra batida | Lucie Hradecká       | 7-6(4), 6-0      |
| 4.  | 13 de abril de 2014 | Katowice    | Dura (i)      | Camila Giorgi        | 7-6(3), 5-7, 7-5 |
| 5.  | 16 de enero de 2016 | Hobart      | Dura          | Eugénie Bouchard     | 6-1, 6-2         |
| 6.  | 22 de julio de 2018 | Gstaad      | Tierra batida | Mandy Minella        | 6-4, 7-6(6)      |

#### Finalista (9)
| N.º | Fecha                    | Torneo      | Superficie    | Oponente en la final | Resultado     |
| --- | ------------------------ | ----------- | ------------- | -------------------- | ------------- |
| 1.  | 25 de febrero de 2008    | Acapulco    | Tierra batida | Flavia Pennetta      | 0-6, 6-4, 1-6 |
| 2.  | 12 de mayo de 2008       | Roma        | Tierra batida | Jelena Janković      | 2-6, 2-6      |
| 3.  | 26 de mayo de 2012       | Estrasburgo | Tierra batida | Francesca Schiavone  | 4-6, 4-6      |
| 4.  | 22 de febrero de 2014    | Dubái       | Dura          | Venus Williams       | 3-6, 0-6      |
| 5.  | 20 de septiembre de 2014 | Guangzhou   | Dura          | Monica Niculescu     | 4-6, 0-6      |
| 6.  | 7 de enero de 2017       | Brisbane    | Dura          | Karolína Plíšková    | 0-6, 3-6      |
| 7.  | 21 de julio de 2019      | Lausana     | Tierra batida | Fiona Ferro          | 1-6, 6-2, 1-6 |
| 8.  | 28 de agosto de 2021     | Chicago I   | Dura          | Elina Svitólina      | 5-7, 4-6      |
| 9.  | 9 de octubre de 2022     | Monastir    | Dura          | Elise Mertens        | 2-6, 0-6      |

### Dobles (3)
| Leyenda                                        |
| Grand Slam (0)                                 |
| Juegos Olímpicos (0)                           |
| WTA Finals (0)                                 |
| WTA Elite Trophy (0)                           |
| Tier I, P. Mandatory & Premier 5, WTA 1000 (0) |
| Tier II, Premier, WTA 500 (0)                  |
| Tier III & IV, International, WTA 250 (3)      |

| N.º | Fecha                 | Torneo      | Superficie    | Pareja             | Oponentes en la final                 | Resultado           |
| --- | --------------------- | ----------- | ------------- | ------------------ | ------------------------------------- | ------------------- |
| 1.  | 13 de julio de 2008   | Budapest    | Tierra batida | Janette Husárová   | Vanessa Henke Ioana Raluca Olaru      | 6-7(5), 6-1, [10-6] |
| 2.  | 22 de mayo de 2010    | Estrasburgo | Tierra batida | Vania King         | Alla Kudryavtseva Anastasia Rodionova | 3-6, 6-4, [10-7]    |
| 3.  | 18 de octubre de 2015 | Hong Kong   | Dura          | Yaroslava Shvédova | Lara Arruabarrena Andreja Klepač      | 7-5, 6-4            |

#### Finalista (3)
| N.º | Fecha                    | Torneo    | Superficie | Pareja          | Oponentes en la final            | Resultado           |
| --- | ------------------------ | --------- | ---------- | --------------- | -------------------------------- | ------------------- |
| 1.  | 20 de septiembre de 2014 | Guangzhou | Dura       | Magda Linette   | Chia-Jung Chuang Chen Liang      | 6-2, 6-7(3), [7-10] |
| 2.  | 6 de agosto de 2017      | Stanford  | Dura       | Alicja Rosolska | Abigail Spears Coco Vandeweghe   | 2-6, 3-6            |
| 3.  | 19 de junio de 2022      | Berlín    | Hierba     | Jil Teichmann   | Storm Sanders Kateřina Siniaková | 4-6, 3-6            |

## Participaciones en Grand Slam

### Individual
| Torneos                   | 2005 | 2006 | 2007 | 2008 | 2009 | 2010 | 2011 | 2012 | 2013 | 2014 | 2015 | 2016 | 2017 | 2018 | 2019 | 2020 | 2021 | 2022 | G–P   |
| ------------------------- | ---- | ---- | ---- | ---- | ---- | ---- | ---- | ---- | ---- | ---- | ---- | ---- | ---- | ---- | ---- | ---- | ---- | ---- | ----- |
| Grand Slam                |      |      |      |      |      |      |      |      |      |      |      |      |      |      |      |      |      |      |       |
| Abierto de Australia      | A    | 1R   | 1R   | 2R   | 4R   | 1R   | 3R   | 1R   | 2R   | 3R   | 3R   | 2R   | 2R   | 3R   | 2R   | 2R   | 2R   | QF   | 22–16 |
| Roland Garros             | 2R   | 2R   | 1R   | 3R   | 2R   | 1R   | 2R   | 1R   | 3R   | 2R   | 4R   | 3R   | 4R   | 2R   | 1R   | 2R   | 1R   |      | 19–17 |
| Wimbledon                 | A    | A    | 2R   | 1R   | 1R   | 1R   | 1R   | 2R   | 3R   | 4R   | 2R   | 3R   | 1R   | 1R   | 1R   | ND   | 2R   |      | 11–14 |
| Abierto de Estados Unidos | A    | A    | 3R   | 3R   | 2R   | 1R   | 2R   | 2R   | 3R   | 3R   | 1R   | 1R   | 2R   | 1R   | 2R   | 4R   | 1R   |      | 16–15 |

## Participación en competiciones

### Fed Cup
Su primera aparición en la Fed Cup fue en el año 2008, Gracias a la ausencia de las número 1 y 2 de Francia, Marion Bartoli y Amelie Mauresmo. Junto a Virginie Razzano y Natalie Dechy se enfrentaron a una de las potencias mundiales más fuertes en esa década, la República Popular China. El marcador final cayó del lado de las asiáticas por un 3-2. Su primer partido fue ante la bicampeona de Grand Slam Li Na y perdió por 6-3 6-2.
Hasta la fecha de hoy lleva jugadas 24 eliminatorias de un total de 26 nominaciones. Sus estadísticas son:
| Partidos Individuales (G/P) | 6/16 |
| Partidos de Dobles (G/P)    | 4/6  |

Con aquellas compatriotas con las que ha podido salir a defender sus colores en los partidos de dobles, destacan la múltiple campeona de Grand Slam en dobles femenino kristina mladenovic, Virginie Razzano y Amandine Hesse (reconocida doblista en el tour ITF).
Reconocimientos especiales en su trayectoria en la Fed Cup. Las finales de 2016 y 2019.
| Resultado  | G-P | Fecha          | Competición            | Superficie | Equipo                                                             | Oponentes                                                                   | Marcador |
| ---------- | --- | -------------- | ---------------------- | ---------- | ------------------------------------------------------------------ | --------------------------------------------------------------------------- | -------- |
| Finalistas | 0-1 | Noviembre 2016 | Fed Cup Local: Francia | Dura       | Kristina Mladenovic Caroline Garcia Pauline Parmentier             | 🇨🇿 Karolína Plíšková 🇨🇿 Petra Kvitová 🇨🇿 Lucie Hradecka 🇨🇿 Barbora Strýcová | 2-3      |
| Ganadoras  | 1–0 | Noviembre 2019 | Fed Cup Local: Francia | Dura       | Kristina Mladenovic Caroline Garcia Pauline Parmentier Fiona Ferro | 🇦🇺 Samantha Stosur 🇦🇺 Ajla Tomljanović 🇦🇺 Astra Sharma 🇦🇺 Ashleigh Barty    | 3-2      |

### Copa Hopman
En el torneo de exhibición australiano, Alizé ha participado en cuatro ocasiones formando dupla con Gilles Simon (2009), Jo-Wilfried Tsonga (2014), Benoit Paire (2015) y Lucas Poulille (2019), sólo llegando a la final en una ocasión y alzándose campeona en el año 2014.
| Resultado | G–P | Fecha      | Equipo      | Superficie | Compañero          | Oponentes                                 | Resultado |
| --------- | --- | ---------- | ----------- | ---------- | ------------------ | ----------------------------------------- | --------- |
| Campeones | 1-1 | Enero 2014 | Copa Hopman | Dura       | Jo-Wilfried Tsonga | 🇵🇱 Agnieszka Radwańska 🇵🇱 Grzegorz Panfil | 2–1       |

Resultados de la Final
Jo-Wilfried Tsonga vs. Grzegorz Panfil 6-3, 3-6, 6-3
Alizé Cornet vs. Agnieszka Radwańska 3-6, 7-6, 2-6
Tsonga/Cornet vs. Panfil/Radwańska 6-0, 6-2

### Torneos Nacionales de Francia
Alizé ha disputado durante toda su carrera deportiva varios torneos dentro del circuito nacional. Ha conseguido salir campeona en tres de ellos. 
| N.º | Fecha | Torneo                      | Superficie | Oponentes           | Resultado     |
| --- | ----- | --------------------------- | ---------- | ------------------- | ------------- |
| 1.  | 2012  | Open Le Touquet-Paris-Plage | Dura       | Kristina Mladenovic | 3-6, 6-4, 6-1 |
| 2.  | 2013  | Open Le Touquet-Paris-Plage | Dura       | Alize Lim           | 6-4,6-4       |
| 3.  | 2021  | Open de Caen                | Dura       | Anett Kontaveit     | 7-5,6-7,6-2   |